# Johannes de Sacrobosco

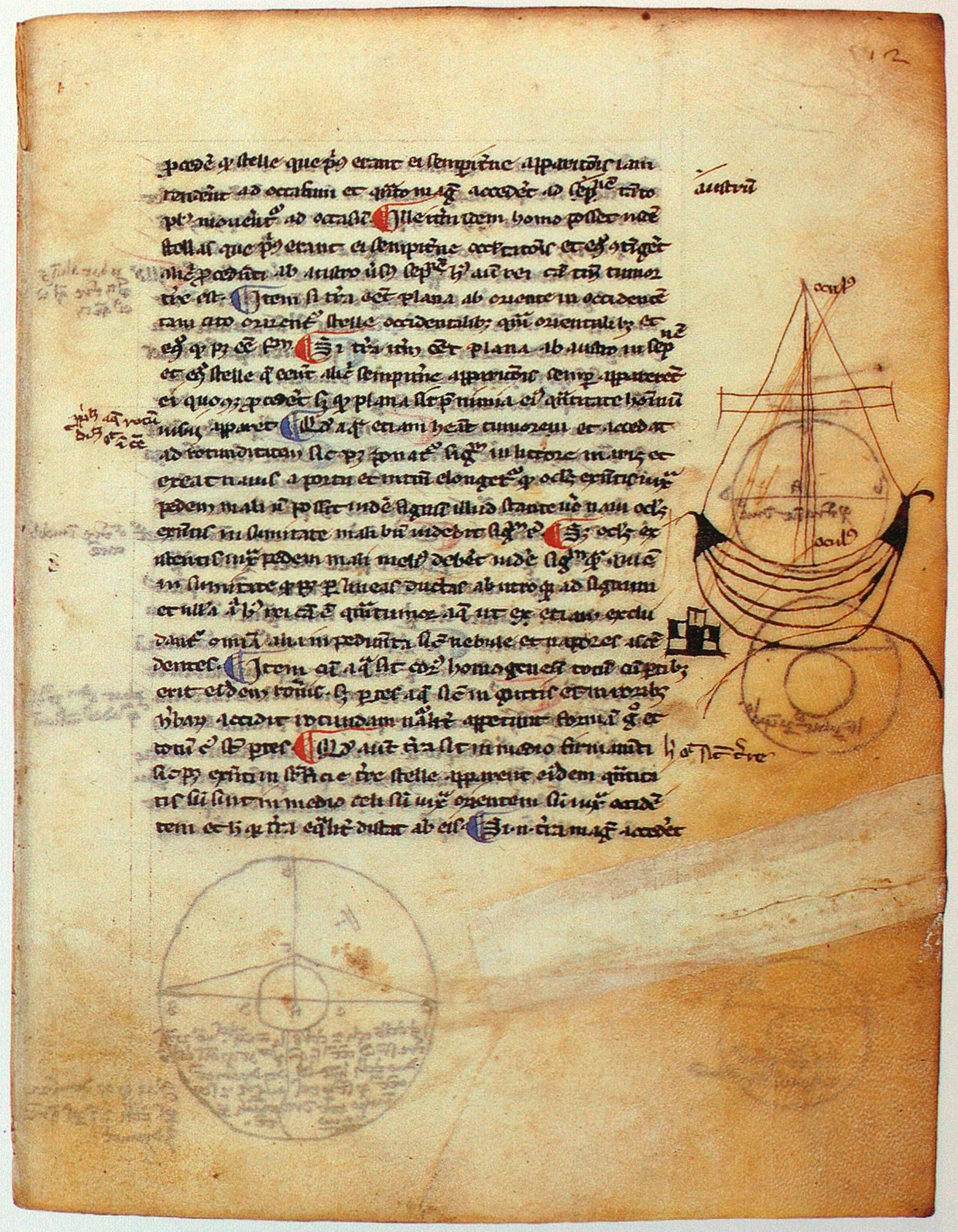
Eine Seite von Johannes de Sacroboscos De Sphaera aus der Sammelhandschrift Biblioteca Apostolica Vaticana, Pal. lat. 1400, fol. 12r (Ende des 13. Jahrhunderts)

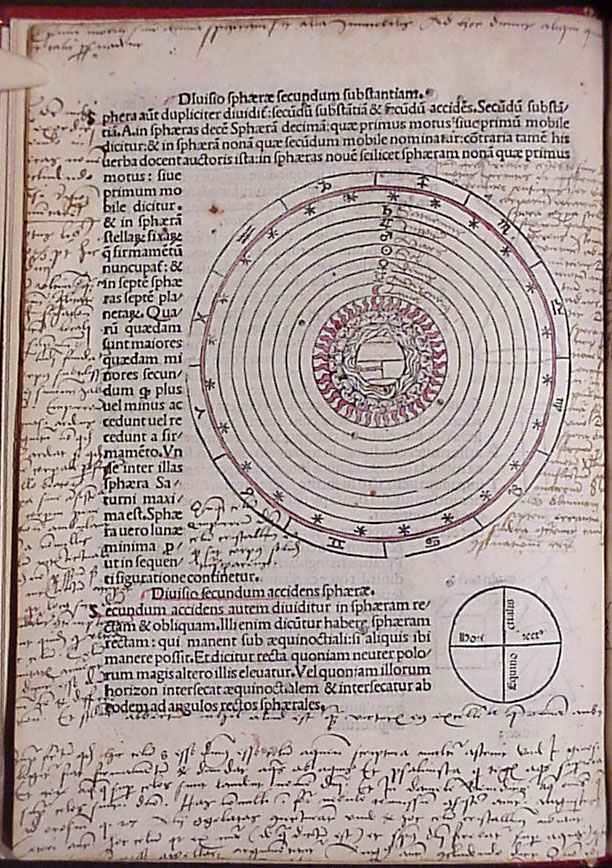
Seite einer Druckausgabe des Tractatus de Sphaera mit typischen zahlreichen Anmerkungen

Johannes de Sacrobosco (auch Joannis de Sacro Bosco, englisch John of Holywood oder John of Holybush; * um 1195; † 1236 oder 1256 in Paris) war ein Mönch, Mathematiker und Astronom, der an der Universität Paris lehrte.
Seine Bücher über Arithmetik (mit indisch-arabischer Zahlendarstellung) und Astronomie erreichten mehrere hundert Auflagen und gehörten bis ins 16. Jahrhundert zu den wichtigsten Lehrbüchern dieser Fächer an den europäischen Universitäten. Er erkannte die Fehler des Julianischen Kalenders und empfahl eine Lösung, die dem 350 Jahre später eingeführten gregorianischen Kalender sehr nahe kam.

## Leben
Über Sacroboscos Biographie und Ausbildung gibt es kaum gesicherte Informationen, dafür aber zahlreiche Vermutungen und unbewiesene Behauptungen. Die folgenden Angaben stützen sich weitgehend auf die Forschungen des dänischen Wissenschaftshistorikers Olaf Pedersen
Robertus Anglicus, ein aus England stammender und in Paris lehrender Astronom, verfasste 1271 einen Kommentar zu Sacroboscos tractatus de sphaera und nannte ihn „Johannes de Sacrobosco Anglicus“; seitdem gilt Sacrobosco als Engländer. Die englischen Namensformen sind Rückübersetzungen von Gelehrten des 16. Jahrhunderts, die versuchten, Orte wie Holywood, Holybush oder Halifax in England, Schottland oder Irland als Geburtsorte zu identifizieren oder Klöster mit ähnlichen Namen zu finden. Aber keine der so konstruierten Hypothesen konnte bewiesen werden und keine war überzeugend. Dies gilt auch für die Annahme, Sacrobosco habe in Oxford studiert.
Bis heute hält sich die von Thomas Dempster 1627 in seiner Ecclesiastical history of the Scottish people aufgestellte Behauptung, Sacrobosco oder „Halybush“ sei Schotte und Mönch an der schottischen Abtei Haliwood in Nithsdale (Dumfriesshire) gewesen. Dempsters Werk gilt jedoch als „außerordentlich unlauter“, da er Zitate verfälscht und mit erfundenen Quellen gearbeitet habe. Dempster führte weiter aus, dass Sacrobosco am 5. Juni 1221 in die German Nation an der Pariser Universität aufgenommen worden sei, wie in Paris aufbewahrte Dokumente zeigen würden. Pedersens urteilt darüber: „Es ist nicht möglich, irgendeinen Teil dieser Aussage zu verifizieren“.:179 Johannes’ Grab befand sich im Kreuzgang des Pariser Klosters St. Mathurin, wurde aber vermutlich während der Französischen Revolution zerstört. Albertus Vinetus überlieferte die Inschrift des Epitaphs:
| De Sacro Bosco qui compotista Ioannes Tempora discrevit, iacet hic a tempore raptus Tempora qui sequeris, memor esto quod morieris. Si miser es, plora: miserans pro me precor ora. | Hier liegt der Computist Ioannes de Sacrobosco, der die Zeiten bestimmt hat und nun selbst ein Opfer der Zeit ist. Wenn Du die Zeiten verfolgst, bedenke, dass Du sterben wirst. Wenn Du arm bist, klage und bitte voll Mitleid für mich. |

Das Epitaph befand sich an einem hochrangigen Ort, denn die Kapelle war quasi der Hauptsitz der Universität. Aus dem Fehlen einer Jahreszahl schließt Pedersen auf eine spätere Errichtung, als die Universität durch den wachsenden Ruhm Sacroboscos erkannte, dass sein Andenken diese Ehrung verdiente, sein Todesjahr aber schon vergessen war.:190
Sacroboscos Werke enthalten nur wenige Zeitangaben. In Manuskripten von De Anni Ratione steht: „ab incarnatione domini elapsi sunt [N] anni“ (seit der Geburt des Herrn sind [N] Jahre vergangen), wobei einige Manuskripte N=1232 und andere N=1235 angeben. Pedersens sieht darin einen Hinweis, dass Sacrobosco 1232 oder 1235 an diesem Text gearbeitet hat.:189. In einigen dieser Manuskripte finden sich Schlussverse, die wahrscheinlich nicht von Sacrobosco stammen, und darin eine Zeile: „.M. Christi bis .CC. quarto deno quater anno“, die als Jahreszahl 1244 oder 1256 gedeutet werden kann. Wegen der textlichen Nähe zur Inschrift auf dem Epitaph Sacroboscos wurde angenommen, dass es sich um sein Todesjahr handelt. Dagegen spricht jedoch ein Eintrag für das Jahr 1236 in der Chronica des Aubertus Miraeus: „Johannes a Sacrobosco, der das Buch de Sphaera und Computum Ecclesiasticum geschrieben hat, ist zu Paris gestorben.“ Pedersen kommt nach kritischer Würdigung aller verfügbaren Angaben zu dem Schluss, dass Sacroboscos Wirkungszeit in Paris zwischen 1221, dem Jahr seiner vermuteten Ankunft in Paris, und 1236, seinem ebenfalls unbestätigten Todesjahr, lag.:192

### Lehrer und Gelehrter
Sacrobosco lehrte an der Pariser Universität als Mitglied der facultas artium die Fächer Arithmetik, Geometrie und Astronomie, die zum Quadrivium, dem mathematischen Teil der Sieben freie Künste gehörten. Er schrieb seine Werke als Lehrmaterial für die Studenten, die etwa das Alter heutiger Gymnasiasten hatten. Die Universität war um 1150 aus der Pariser Kathedralschule hervorgegangen, aber ihre rechtliche Stellung war im ersten Drittel des 13. Jahrhunderts noch nicht gefestigt. Zwar hatte König Philipp II. von Frankreich sie 1200 der kirchlichen Jurisdiktion unterstellt, dennoch gingen die städtischen Ordnungskräfte gegen randalierende Studenten vor. Der Tod einiger Studenten löste in Sacroboscos Zeit einen zweijährigen Universitätsstreik aus (1229–1231). Erst die Bulle Parens scientiarum des Papstes Gregor IX. beendete 1231 den Streik und gewährte der Universität weitgehende Selbstverwaltung.
Der zunehmende Kontakt mit der islamischen Welt in Andalusien und Sizilien sowie mit dem Byzantinischen Reich eröffnete den Europäern den Zugang zu den Werken griechischer und arabischer Philosophen und war eine der Ursachen für die Renaissance des 12. Jahrhunderts. Dank der Übersetzerschule von Toledo und ähnlicher Bemühungen an anderen Orten lagen zu Beginn des 13. Jahrhunderts recht genaue lateinische Übersetzungen der wichtigsten Werke fast aller bedeutenden antiken Autoren und arabischer Wissenschaftler vor. Die Universitäten standen vor der Herausforderung, diese Fülle neuen Wissens in ihre Lehre einzuarbeiten. Die Pariser Universität entwickelte sich dadurch im 13. Jahrhundert zum Zentrum des Aristotelismus.
In den Werken Sacroboscos zeigte sich dagegen ein deutliches Desinteresse an Aristoteles, ein Hinweis darauf, dass er seine Ausbildung nicht in Paris erhalten, sondern andernorts nach Prinzipien studiert hatte, die der Pariser Tradition fremd waren.:195 Bei Aristoteles bestand die Aufgabe der philosophia naturalis darin, die Naturphänomene auf ihre Kausalursachen zurückzuführen. Im Gegensatz dazu bezog sich Sacrobosco nicht auf die Kausalität, sondern stellte die Mathematik als notwendiges Instrument der Naturerkenntnis heraus. Zu Beginn des Tractatus de algorismo schrieb er: „Alles, was seit Anbeginn der Welt entstanden ist, wurde durch numerische Relationen gebildet; und wie diese sind, so müssen sie erkannt werden; daher ist die Wissenschaft der Zahlen in der gesamten Erkenntnis der Dinge wirksam.“ Damit erwies sich Sacrobosco als Anti-Aristoteliker, denn für Aristoteles war Mathematik keine Form und konnte daher nicht Ursache des Werdens sein. Dieses Verständnis von Naturwissenschaft, wie es Sacrobosco und sein englischer Zeitgenosse Robert Grosseteste vertraten, zeigte sich 400 Jahre später bei Galileo Galilei und Nikolaus Kopernikus, die nicht mehr nach dem Warum einer Bewegung fragten, sondern nach dem Wie, sich dazu der Sprache der Mathematik bedienten und damit die moderne Naturwissenschaft begründeten.:196–197
Für den Durchbruch der Arithmetik mit indisch-arabischer Zahlendarstellung in Europa sind drei Werke aus der ersten Hälfte des 13. Jahrhunderts maßgeblich verantwortlich: Liber abbaci (erste wenig verbreitete Ausgabe 1202, zweite Ausgabe 1228) von Leonardo Fibonacci, Carmen de Algorismo von Alexander de Villa Dei und Tractatus de algorismo (1232 oder 1235) von Johannes de Sacrobosco.

## Werke
Sacrobosco verfasste vier Lehrschriften zum Quadrivium:
- In seinem Tractatus de algorismo, das bis in das 16. Jahrhundert als Lehrbuch verwendet wurde, zeigte Sacrobosco die Grundlagen der Arithmetik mit ganzen Zahlen von den Grundrechenarten bis zum Wurzelziehen auf und entwickelte als erster eine Multiplikationstabelle auf der Basis von zehn natürlichen Zahlen.

- Sein Tractatus de quadrante von 1239 beschreibt den Aufbau und die Nutzung des Quadrans vetus (Auf der Rückseite von Astrolabien befindet sich oftmals eine Skala zur Bestimmung der Temporalstunden, genannt Stundenquadrant oder quadrans vetus). Dieses Werk wurde indes bereits in den 1260er Jahren von Arbeiten des Johannes de Garlandia abgelöst.

- Um 1230 verfasste Sacrobosco sein bekanntestes Werk Tractatus de Sphaera, ein nach didaktischen Prinzipien erarbeitetes Lehrbuch der sphärischen Astronomie. Er stützt sich dabei auf den Almagest des Claudius Ptolemäus, den Gerhard von Cremona in den 1170er Jahren ins Lateinische übersetzt hatte, sowie auf Werke islamischer Gelehrter. Obwohl er die damals anerkannte Grundlage der Astronomie, Aristoteles’ De caelo, nicht erwähnt, übernimmt er die wesentlichen Punkte davon: die zentrale Stellung der unbeweglichen Erde, das Konzept der Sphären und die strikte Trennung des sublunaren Bereichs, zu dem die Erde gehört, vom supralunaren Bereich, der vom Äther erfüllt ist und gänzlich anderen Gesetzen gehorcht. Er führt das Phänomen der Präzession der Fixsterne in die lateinische Astronomie ein und geht damit über seine Vorgänger hinaus. Anders als Aristoteles behandelt er die Astronomie als eine mathematische Wissenschaft und definiert dazu die wesentlichen Begriffe der astronomischen Koordinatensysteme wie Himmelsäquator, Ekliptik und Sonnenbahn, Himmelsmeridian, Coluren und Horizont. Sacrobosco behandelt die Kugelgestalt der Erde, einschließlich der Erdmessung, die Klimazonen der Erde, die Abhängigkeit der Tageslänge von der geographischen Breite sowie die Entstehung von Sonnen- und Mondfinsternissen.[1]:201–206
  - Der Tractatus de Sphaera kursierte vor Erfindung des Buchdrucks in Handschriften, erschien erstmals 1472 im Druck und wurde bis 1650 in etwa 358 verschiedene Ausgaben mit einer angenommenen Auflage von jeweils rund 1000 Exemplaren produziert, womit zwischen 1472 und 1650 in ganz Europa schätzungsweise 350.000 Bücher davon im Umlauf waren.[8] Es wurde europaweit an den Universitäten als verbindliches Elementarlehrbuch der Astronomie bis weit in das 17. Jahrhundert verwendet. Schon um 1250 wurde das Werk in die altisländische Sprache sowie 1350 durch Konrad von Megenberg in die deutsche Sprache übersetzt.[9] Schon 1385 folgte eine weitere deutsche Übersetzung, das Püchlein von der Spera.[10] Im Jahre 1516 erschien in Nürnberg erstmals die deutsche Übersetzung des Werkes von Konrad Heinfogel, weiterhin 1519, 1533 und 1536.[11]
  - Die verschiedenen Herausgeber, die allesamt im universitären Bereich tätig waren, versahen das Werk mit umfangreichen Kommentaren, in denen sich die zunehmende Erweiterung des spätmittelalterlichen Wissenssystems widerspiegelt. Das De Sphaera-Projekt am Max-Planck-Institut für Wissenschaftsgeschichte erforscht seit 2015 anhand dieses reichen Quellenmaterials die Entstehung und Konsolidierung epistemischer Gemeinschaften im frühneuzeitlichen Europa.[8]

- In seinem im Jahre 1235 erschienenen Buch De Anni Ratione (frei übersetzt etwa „Die Jahres-Systematik“) kritisierte Sacrobosco den Julianischen Kalender und schlug eine verbesserte Schaltjahrs-Regelung vor, wie sie 350 Jahre später von Papst Gregor XIII. in der Gregorianischen Kalender-Reform (1582) verwirklicht wurde.

- Der Mondkrater Sacrobosco wurde 1935 und der Asteroid (14541) Sacrobosco 2021 nach ihm benannt.

## Bibliographie
- Tractatus de Sphæra, um 1230
  - Digitalisat der Ausgabe Mittelhus, Paris 1493 (UB München)
  - deutsche Übersetzung: Das Puechlein von der Spera, hrsg. von Francis B. Brévart. Göppingen: Verlag Kümmerle, 1979. ISBN 3-87452-441-8
- Tractatus de quadrante, um 1232
- Textus de sphera Johannis de Sacrobosco : cum additione (quantum necessarium est) adiecta / novo commentario nuper editus (per Jacobum Fabrum Stapulensem.) - Parisiis : Stephanus, 1511. Digitalisierte Ausgabe der Universitäts- und Landesbibliothek Düsseldorf
- Tractatus de algorismo oder De Arte Numerandi, Florenz um 1490 sowie Wien 1517 durch Hieronymus Vietor; Krakau 1521 oder 1522 und Venedig 1523
- De Anni Ratione oder De Computo Ecclesiastico, Paris 1235,[1538?], 1550, 1572

## Belege
1. 1 2 3 4 5 6 7 8  Olaf Pedersen: In Quest of Sacrobosco. In: Journal for the History of Astronomy. Band 16, Nr. 3, 1985, S. 175–221, doi:10.1177/002182868501600302.
2. ↑  Dictionary of National Biography, Band 14, S. 339, London 1888. eingeschränkte Vorschau in der Google-Buchsuche
3. ↑  Elias Vinetus (Hrsg.): Sphaera Ioannis de Sacrobosco. Paris 1562, Seite 3 (online).
4. ↑  Aubertus Miraeus: Rerum toto orbe gestarum chronica a Christo nato ad haec usque tempora, Antwerpen 1608, S. 283.
5. ↑  Sacrobosco zitiert Aristoteles in seinen Werken insgesamt nur viermal.
6. ↑  „Omnia, qua a primaeva rerum origine processerunt, ratione numerorum formata sunt; et quaemadmodum sunt, sic cognosci habent; unde in universa rerum cognitione ars numerandi est operativa.“
7. ↑  Thomas Glick, Steven J. Livesey, Faith Wallis (Hrsg.): Medieval Science, Technology, and Medicine. Routledge, New York 2005, ISBN 978-0-415-96930-7, S. 40.
8. 1 2  Matteo Valleriani, Florian Kräutli: De Sphaera: Bildung wissenschaftlichen Wissens durch epistemische Gemeinschaften im Europa der frühen Neuzeit. Abgerufen am 5. Juni 2025.
9. ↑  Otto Matthaei (Hrsg.): Konrads von Megenberg Deutsche Sphaera. Weidmannsche Buchhandlung, Berlin 1912, archiv.org
10. ↑  Johannes de Sacrobosco: Puechlein von der Spera. Wien (?), 1385, Digitalisat Staatsbibliothek Berlin
11. ↑  Rudolf Simek: Altnordische Kosmographie, Walter de Gruyter 1990, S. 114 f.

| Personendaten    | Personendaten                                              |
| ---------------- | ---------------------------------------------------------- |
| NAME             | Johannes de Sacrobosco                                     |
| ALTERNATIVNAMEN  | Joannis de Sacro Bosco; John of Holywood; John of Holybush |
| KURZBESCHREIBUNG | englischer Mathematiker und Astronom                       |
| GEBURTSDATUM     | um 1195                                                    |
| GEBURTSORT       | unsicher: Nithsdale, Dumfriesshire, Schottland             |
| STERBEDATUM      | 1256                                                       |
| STERBEORT        | Paris                                                      |